# جولیا (فیلم ۱۹۷۷)
جولیا (به انگلیسی: Julia) فیلمی ۱۱۸ دقیقه‌ای به کارگردانی فرد زینه‌مان با بازی جین فوندا در نقش لیلیان هلمن و بازی ونسا ردگریو (برنده اسکار نقش مکمل زن) در نقش جولیاست.

## خلاصه داستان
داستان فیلم بر اساس اتوبیوگرافی نویسنده و نمایشنامه‌نویس آمریکایی لیلیان هلمن است که به شرح رابطه دوستی وی با دوست دوران کودکی‌اش جولیا در آمریکا و وقایع دوران جوانی‌شان در دهه سی میلادی در اروپای تحت نفوذ فاشیسم می‌پردازد.
جولیا از خانواده‌ای ثروتمند است که برای تحصیل پزشکی ابتدا به دانشگاه آکسفورد و سپس به وین در اتریش می‌رود و به فعالیت‌های سیاسی ضدفاشیستی مشغول می شود. لیلیان اما در آمریکا مشغول نمایشنامه‌نویسی است و با نویسنده معروف دشیل همت در ویلایی در شهر نیوانگلند زندگی می‌کند. دشیل پیشنهاد می کند لیلیان به اروپا سفر کند تا استعداد رو به اضمحلال نویسندگی‌اش بهبود یابد.
جولیا پس از مجروح شدن توسط فاشیست‌ها در دانشگا وین به بیمارستان منتقل می‌شود. لیلیان به درخواست جولیا حاضر می‌شود محموله‌ای را به شهر برلین در آلمان قاچاق کند. او در آخرین ملاقات با جولیا در کافه‌ای در برلین متوجه می‌شود که جولیا صاحب دختری یک ساله در شهر آلزاس است که به افتخار لیلیان، او را لیلی نام گذاشته است.
مدتی بعد خبر به قتل رسیدن جولیا را از طریق نامه‌ای دریافت می‌کند و در جستجو برای یافتن دختر جولیا راهی اروپا می‌شود؛ جستجویی که ناکام می‌ماند.

## جوایز
این فیلم برنده ۳ جایزه اسکار (اسکار بهترین فیلمنامه اقتباسی، اسکار بهترین بازیگر نقش مکمل زن و اسکار بهترین بازیگر نقش مکمل مرد)
و کاندیدای ۷ اسکار در بخش‌های دیگر (کاندیدای اسکار بهترین موسیقی متن، کاندیدای اسکار بهترین تدوین، کاندیدای اسکار بهترین طراحی لباس، کاندیدای اسکار بهترین فیلمبرداری، کاندیدای اسکار بهترین کارگردانی، کاندیدای اسکار بهترین بازیگر نقش اول زن و کاندیدای اسکار بهترین فیلم) در سال ۱۹۷۸ شد.

## حواشی فیلم
- لیلیان هلمن به صورت افتخاری در ابتدا و انتهای فیلم بر روی قایقی از نمای پشت نشان داده می‌شود.
- اولین حضور سینمایی مریل استریپ در اپیزود کوتاهی از فیلم
- سخنرانی ونسا ردگریو علیه فاشیسم در هنگام دریافت جایزه اسکار برای ایفای نقش مکمل زن. او که یک سوسیالیست بود پس از نامزدی برای اسکار و پیش از اجرای مراسم، به دلیل حمایت از جنبش مقاومت فلسطین مورد اعتراض و تهدید گروهی از راست‌های افراطی یهودی واقع شده بود.[۳][۵]